# 三田真央
三田 真央（みた まお、1987年9月18日 - ）は、日本の女優、ダンサー。東京都出身。
過去にアーティストキャンパス・ジャパン、柳昭子ジャズダンスシティ、ピノキオプロモーション、ムーン・ザ・チャイルド、月の石に所属しており、アイドルユニットミュウ・ファイヴにも参加していた。

## 趣味・特技
マッスルミュージカル出演当時、TBSの『筋肉番付』で他の男性がリタイアする中、トラック引きを成功させた。
映画『アスペルガーレイヴ』出演以降、マーシャルアーツを取り入れた演技も行っている。

## 主な出演作品

### TV
- 番組バカリズム3（NHK BSプレミアム)

### ドラマ
- 百獣戦隊ガオレンジャー 第3話（2001年3月4日、テレビ朝日） - なつみ
- 踊る大捜査線 THE LAST TV サラリーマン刑事と最後の難事件（2012年9月1日、フジテレビ） - 吉田小夜子
- 闇金ウシジマくん Season３（2016年7月、ＴＢＳ） - 勅使河原

### 映画
- オサムの朝（1999年7月31日）
- ビューティフル・ニュー・ベイエリア・プロジェクト[1]（2013年7月、東京藝術大学、監督：黒沢清） - 主演・谷川高子
（第37回香港国際映画祭 『Beautiful 2013』オムニバス短編）
- アスペルガーレイヴ（2013年公開予定、監督：遠藤一平） - 主演・秋山乃絵
（ゆうばり国際ファンタスティック映画祭2013[2] 招待作品）
- 少女は異世界で戦った（2014年9月27日）
- 赤×ピンク（2014年2月22日公開、監督：坂本浩一） - 後白河法子
- 虎影（2015年6月20日公開、監督：西村喜廣） - 女楠
- リアル鬼ごっこ（2015年7月11日公開：監督 園子温） - 女教師美代

### オリジナルビデオ
- BLOOD TWO EAGLE（1998年）
- U‐ZOM/ゆうばりゾンビ（1999年）
- U‐A/ゆうばりエイリアン（2000年）
- 男たちの遊戯 （2001年公開）
- U‐X
- いけない!ルナ先生 ギョーザと用心棒篇（2014年3月5日発売、エスピーオー）- 秀麗[3]
- 制覇12・14・15（2017年・2018年） - 菅野あずさ（女医）

### 舞台
- ミュージカル 「美少女戦士セーラームーン」（1999年3月 - 2000年1月、サンシャイン劇場 他）- 土萌ほたる／セーラーサターン 4代目
- TOKYOアリス2000 （2000年） - 天地遥
  - TOKYOアリス2001 （2001年） - トロワ
- ミュージカルWith－ 愛のラプソディ － （2002年）
- マッスルミュージカル （2002年 - 2007年）
- 東京メッツ （2003年 - 2004年） - 背番号7

### その他のテレビ番組
- 筋肉番付

### CM
- 宝酒造 『カルシウムパーラー』